# Cotesia luminata
Cotesia luminata är en stekelart som beskrevs av Chen och Song 2004. Cotesia luminata ingår i släktet Cotesia och familjen bracksteklar. Inga underarter finns listade i Catalogue of Life.